# 恋鎖
『恋鎖』（れんさ）は、2006年9月9日に公開された、西條雅俊監督の日本映画。
第6回 TAMA NEW WAVEコンペティション　高橋陽一郎賞受賞作品。オルスタックピクチャーズよりDVDがリリースされている（セル/レンタル）。

## キャスト
- 生野零士
- 清水美玖
- 吉村康宏
- 石川美帆
- 中村研太郎

## スタッフ
- 脚本、監督、編集：西條雅俊
- 撮影、録音：星野泰隆　ほか
- 音楽：袖岡隆泰　ほか
- 上映時間：88分